# 거하드 와인버그
거하드 루드윅 와인버그(영어: Gerhard Ludwig Weinberg, 1928년 1월 1일 ~ )는 독일 태생의 미국의 외교학자이자 군사 역사가이다. 주로 제2차 세계 대전에 대해 연구했다. 1974년부터 현재까지 노스캐롤라이나 대학교 채플힐 역사학 교수로 재직하고 있다. 이전에 와인버그는 미시간 대학교와 켄터키 대학교에서 근무했었다.